# Ryan Getzlaf
Ryan Getzlaf (Regina, 10 maggio 1985) è un hockeista su ghiaccio canadese professionista, di ruolo centro. Dalla stagione 2004-2005 gioca nella National Hockey League con la squadra degli Anaheim Ducks, di cui è capitano.

## Palmarès

### NHL
- Stanley Cup - 2006-07

### Internazionale
- Giochi olimpici invernali:  Oro a Vancouver 2010, Soči 2014